# Torrent del Paradís
El torrent del Paradís era el curs d'aigua més important que baixava del turó de la Creueta del Coll a Barcelona.

## Història i descripció
Naixia en un profund fondal i per l'actual passatge de Sigüenza travessava diverses zones d'Horta. Passat el carrer de Ramon Rocafull, se l'anomenava torrente de los Avellanos i continuava pel carrer de Sigüenza fins a traspassar el carrer Lluís Marià Vidal, i d'allà muntanya avall, travessant l'actual rambla del Carmel i s'unia al torrent del Carmel al carrer de Llobregós per a formar el torrent d'en Carabassa.
A l'actual passatge de Sigüenza hi havia la font del Paradís, on segons un plànol de Vicenç Martorell i Portas de la dècada de 1930, es pot veure la font, una bassa, un lloc amb fogons i un espai on diu campo, amb una traça de tancat per entrar-hi.